# Хипербарична барокомора
Хипербарична барокомора је сложени медицински уређај који осигурава људима боравак у средини повишеног притиска у односу на нормални атмосферски притисак од 1 бар-а. Њеном применом остварује се низ физиолошких промена у организму, које изазива снижена вредност парцијалног притиска кисеоника у удахнутом ваздуху.
Хипербарична барокомора се користе у институтима, специјалним заводима, болницама и специјализованим лекарским ординацијама, у скоро свим развијеним земљама света за медицинска истраживања, селекцију и тренажу људства за специјалне дужности (пилоти, космонаути, падобранци, рониоци, кесонски радници) и лечење болесника. Данас у свету постоји преко 20.000 барокомора различите намене.

## Историја
Први пут у историји медицине са применом гаса под притиском у лечењу медицинских поремећаја, далеке 1662. године започео је британски свештеник по имену Хенсхау, који је конструисао, неку врсту претече данашње барокоморе „домицилијум“, затворену комору са вентилима за контролу протока ваздуха, која је коришћена за стварање хипер и хипобаричних услова. У то време, ваздух у затвореној коморни под притиском називан је фр. domicilium. Без јасних доказа, Хенсхау износи претпоставке да акутни поремећаји у организму човека, свих врста, могу имати користи од примене повећаног притиска гаса, а највише поремећаји дисања и варења.
Све до 1830, влада затишје у области примене барокомора, када се следећих година дешавају велике промене у развоју хипербаричне медицине. Године 1837, Праваз је саградио велику хипербаричну комору и користитио је за лечење разних болести. Комора је најчешће примењивана за лечење плућних болести, укључујући туберкулозу, ларингитис, трахеитис и велики кашаљ, као и наизглед неповезаних болести као што су глувоћа, колера, рахитис и конјунктивитис.
Прва хипербарична комора на северноамеричком континенту изграђена је 1860. у Ошави, Онтарио у Канади. Прву такаву комору у Сједињеним Државама је саградио Корнинг годину дана касније у Њујорку да лечи "неуролошке" и сродне поремећаје. Али, као што су САД започеле свој развој у хипербаричној медицини, хипербаричне коморе постају доступне и у готово свим већим европским градовима.
Француски хирург Фонтен (фр. Fontaine) пројектује покретну барокомору, чији рад се заснивао на повећању притиска ваздуха у комори. Тим поступком Фонтен је повећавао количину кисеоника у крви болесника за време давања азот-оксидула као анестетика, чиме је спречавао пад нивоа кисеоника у крви, што се често догађало, приликом хируршких захвата у дубокој анестезији.
У овој комори обављено је седам операција у року од три месаца. Успех је био велики и ова метода лечења се све више примењивала. Али нажалост Фонтен је доживео фаталну несрећу у комори и тако постао први лекар у историји хипербаричне медицине који је дао свој живот за развој и примену барокомора у лечењу.
Године 1928, у Кливленду, г-дин Тимкин, захвалан пацијент који је боловао од уремије и чије стање се побољшало после примене хипербаричне терапије, конструише за Канингема огромну 60 ft (18 m) високу, 64 ft (20 m) у пречнику, хипербаричну болницу која је имала изгледа челичне сфере. Сваки спрат ове болнице имао је 12 соба са свим садржајима доброг хотела. У овим условима лечени су болесници који су боловали од хипертензије, шећерне болести, сифилиса све до 1930, када је локално медицинско друштво затворило хипербаричну болницу због недостатка научних доказа за лечење у њој. Др Канингем је више пута тражио од Бироа за Истраживање Америчке медицинске асоцијације (АМА) да документује своје тврдње о ефикасности хипербаричне медицине, али примена ове коморе се није дуго одржала јер медицински ауторитети тог времена нису имали разумевања за овај метод лечења.
Прву хипербаричну болницу високу 60 ft (18 m) и 64 ft (20 m) широку, 1928. за потребе др Канингема изградио је у Кливленду захвални болесник
Дрегер, који је у 1917. осмислио систем за лечење ронилачких несрећа и који је први схватио потенцијалне предности коришћења кисеоника под притиском за лечење декомпресионе болести. Из неког непознатог разлога, Дрегеров систем никада није ушао у производњу.
За почетак савремене хипербаричне медицине и масовнију употребу барокомора узима се 1937, када су Бенке и Шеив почели да користе хипербаричну комору за лечење декомпресионе болести ронилаца, а нешто касније и пилота у току Другог светског рата.
Берм у Холандији 1956. изводи прву операцију на срцу у специјалној хипербаричној комори, а исте године у Европи почиње и све учесталија примена хипербаричних комора у медицинској пракси.

## Намена
Хипербарична комора је уређај који осигурава људима боравак у средини повишеног притиска у односу на нормални атмосферски притисак од 1 бар-а. Са „порастом дубине“ уз помоћ компресора ваздуха и 100% кисеоника из кисеоничких боца под притиском, у њој расте барометарски притисак, а то је физиолошки једнако роњењу испод површине мора. Хипербарична барокомора је заправо „симулатор роњења“, само што уместо воде њену унутрашњост испуњава гас (100% кисеоник).
Намена
- научноистраживачки рад у области поморске медицине,
- селекција (избор) ронилаца и кесонских радника,
- тренажа ронилаца и кесонских радника за боравак испод површине воде,
- провера исправности ронилачке опреме и уређаја,
- лечење ронилаца и кесонских радника од последица декомпресивне болести,
- лечење болесника применом хипербаричне оксигенације (ХБО).

## Подела
Основна подела хипербаричних комора заснована је на броју особа које се могу подвргнути лечењу у њима, али и на читавом низу разлика између појединих комора заснованом на техничким принципима, али и на специфичностима везаним за режим рада и понашања болесника који се лече у њима.

### Врсте хипербаричних комора према конструкцији

#### Једномесне хипербаричне коморе
Ова врста барокомора намењене су за лечење једне особе у лежећем, полулежећем или седећем положају. Састоје се од тела коморе у којој се болесник излаже ХБО и пратеће опреме (кисеоничке инсталације, командног пулта, мониторинга за праћење виталних параметара болесника и физичких параметара у комори и баросали). Унутрашњу средину коморе чини 100% кисеоник под повишеним притиском у коме се болесник „купа“ и истовремено га удише. У току лечења у овим коморама лекар је изван коморе а са болесником контактира визуелно и преко интерфона. За разлику од вишемесних комора овде је лекар посвећен и води бригу само о једном болеснику а притисак кисеоника и други параметри подешавају се само њему.

#### Вишемесне хипербаричне коморе
Ова врста барокомора намењене је за лечење две или више особе у лежећем, полулежећем или седећем положају. Састоје се из једаног два или три одељка који служе за ХБОТ, улазак особља, хитне интервенције и достављање лекова и другог материјала у току терапије. Унутрашњу средину ових комора испуњава ваздух под притиском, док пацијент преко маске за лице, ороназалног тубуса или специјалног скафандера удише 100% кисеоник на повишеном притиску. У току лечења у овим коморама обавезно је присутво лекара или медицинског техничара (у својству пратиоца).

#### Хибридне хипербаричне коморе
Ове врста барокомора су по конструкцији једномесне коморе у којима болесници удишу кисеоник преко кисеоничке маске или специјалне хаубе а унутрашњост коморе уместо 100% кисеоника испуњава ваздух под притиском. Заменом кисеоника ваздухом постигнут је не само мањи утрошак кисеоника већ је остварена и већа протипожарна безбеност.

#### Лаке преносне хипербаричне коморе
Лаке преносне барокоморе могу бити једномесне или вишемесне. Користе за лечење у раним фазама природних катастрофа, на бојиштима, након терористичких аката, кућним условима као наставак болничког лечења или током боравка на великој висини у алпинизму. Из безбедносних разлога део ових комора ради на нижем притиску и нижој концентрацији кисеоника од оног на коме раде коморе од чврстог материјала.
Произведене су од лаких материјала углавном гуме (гумираног платна) и пластике због чега се називају „преносне или лаке комора“. Кроз отвор, са горње стране, који се затвара „рајсфершлусом“, омогућен је приступ болеснику и евентуално пратиоцу, у хипербаричну врећу. На врећи се налазе прозори који омогућавају визуелни контакт током третмана, два сигуроносна вентила за регулацију притиска, манометар за контролу притиска у хипербаричној врећи и прикључак за кисеоничке боце или концентратор кисеоника.
Лаке преносне барокоморе, које су комерцијално доступне у САД раде на притиску до максимално 4 PSI (1,27 ATA 8,92 FSU) а напајају се гасом из концентратора кисоника (обично 95%) или 100% кисеоника као гас за дисање и лечење, из лаких преносних боца под притиском. Укупна концентрација кисеоника у овим коморама, по упутсву произвођача, не сме да премаши 25%, јер се на већим концентрацијама повећава ризик од пожара.
Посебна врста лаких преносних барокомора је тзв хипербарична врећа, Гамоу хипербарична врећа или Гамоу врећа, (енгл. Gamow bag). Она је у суштини специјално конструисана преносна висинска барокомора, намењена за лечење умерених и изражених знакова и симптома висинске болести и њених компликација, на великим и екстремним висинама, код планинара, алпиниста, војника, носача терета … у планинским условима. Ову оригиналну преносну хипербаричну врећу, измислио је др Игор Гамоу са Универзитета у Колораду.
Хипербарична врећа, која у испумпаном стању личи на врећу за спавање, је по својој конструкцији слична лакој преносној барокомори за кућне услове лечења, која је у надудом стању, ваљкастог облика, дужине 213 cm и ширине 53,5 cm). Произведена је од издржљивог најлона, са спољне стране, ојачана армираним кружним најлон каишевима. Кроз отвор, који се затвара „рајсфершлусом“, омогућен је приступ болеснику у хипербаричну врећу. На врећи се налазе четири прозора који омогућавају визуелни контакт током третмана, два сигуроносна вентила за регулацију притиска, манометар за контролу притиска у хипербаричној врећи (са спољне стране) или висиномер у унутрашњости вреће, прикључак за ножну пумпу и компресор (опционо). Када је ван употреба врећа се пакује у специјалну торбу (малих димензија, тежине од 8-15 kg), конструисану за лако преношење и чување хипербаричне вреће.

#### СОС суперлака барокомора
СОС суперлака склопива, на носилима преносна хипербарична комора, намењена је за непрекидно лечење болесника у различитим медицинским стањима, којим је неопходно удисање 100% кисеоника на повишеном атмосферским притиску, у току транспорта, санитетским возилима, летелицама и другим средствима од места разбољевања - повреде, до специјализоване медицинске установе.
Веома често у медицинској пракси потребно је започети са применом хипербаричне оксигенотерапије на много миља удаљености од здравствених установа, или почев од места разбољевања или удеса (рањавања, експлозивне декомпресије или тровања угљен-моноксидом...) и непрестано га спроводити у периоду евакуације до пријема пацијента на стационарно лечење. Примењена у наведеним околностима СОС комора може спречити смрт или неповратно изгубљено време неопходно за ургентно лечење пацијента 100% кисеоником, јер не само да је за 15 минута спремна за употребу већ је по својим габаритима и тежини лако преносива и прилагођена свим медицинским транспортним средствима (возилима, хеликоптерима, лаким авионима, чамцима и бродовима итд).
СОС лака преносна хипербарична комора може да се користи за ургентно збрињавање пацијента код :
- декомпресионе и висинска болести,
- артеријске гасна емболије
- тровања угљен-моноксидом
- експлозивне баротрауме
- губитака крви услед искрвављења или анемија,
- излагања биолошким или хемијским отровима

Тренутно широм света, ова комора је у широкој употреби у јединицама америчке војске у различитим условима и на различитим средствима, укључујући:
- медицинске бродове,
- медицинске хеликоптере,
- подморнице за спасавање,
- платформе за војно роњење,
- средствима у великим висинским операцијама на планинама.

## Хипо и хипербарична комора
Хипо и хипербарична комора обједињава у једном уређају радне карактеристике хипо и хипербаричних комора  и осигурава људима боравак у средини 100% кисеоника на повишеном притиску (од + 0–3 бар-а), или у средини снижене концентрације кисеоника од 10–21% и сниженог притиска (до – 0,5 бар-а), према потреби. Овај вид комора углавном се користи за лечење разних болести.